# کانلاون
کانلاون (به لاتین: Kanlaon) یک آتشفشان چینه‌ای فعال در فیلیپین است که در نگروس (جزیره) واقع شده‌است. این منطقه بالاترین نقطه در نگروس و همچنین کل ویسایا است و دارای ارتفاعی از ۲۴۶۵ متر (۸٬۰۸۷ فوت) از سطح دریا است.
این آتشفشان استان‌های فیلیپین نگرو غربی و نگرو غربی، تقریباً ۳۰ کیلومتری جنوب شرقی باکلود، پایتخت و پرجمعیت‌ترین شهر نگرو غربی و کل منطقه جزیره را درگیر می‌کند. این یکی از آتشفشان‌های فعال در فیلیپین و بخشی از حلقه آتش اقیانوس آرام است.